# Quinito
El Quinito o Kinito es un juego de beber en el que se usan dos dados de seis caras con un cubilete y cuyo propósito es beber, generalmente kalimotxo.

## Juego
Al no haber unas reglas unificadas del Quinito, al final cada grupo acaba teniendo sus propias reglas.
Los jugadores sientan en alrededor de la mesa y el juego procede en el sentido de las agujas del reloj. El primer jugador tira los dados usando el cubilete, de forma que sea el único que ve el resultado, y lo pasa al siguiente jugador, diciendo cuánto ha sacado en la suma de los dados (que tiene que ser al menos 7). Puede mentir o decir la verdad, y el siguiente jugador le puede creer o no. Si no le cree levantará el cubilete, cortando la jugada. Si era mentira, el jugador que mintió deberá beber un trago, y si era verdad, el que levantó los dados es quien bebe. Cuando a alguien le toca beber, la ronda se reinicia y empieza el que bebió.
En cambio, si le cree, la ronda continúa, y el jugador destinatario hará una tirada, debiendo obtener un resultado superior al que le pasaron. Le pasará los dados al siguiente jugador, quien, a su vez podrá creerlo o no. Así se seguirá hasta que en algún momento alguien acabe no creyéndose lo que le mandan.

### Jerarquía de tiradas
Lo más bajo es el 7, el 8, el 9 y el 10. Las parejas valen más que cualquier número, de modo que "pareja de doses" sería por ejemplo más que un 9. Y por encima de todas ellas estaría el "quinito", una jugada especial que se obtiene con "1 y 2" o "5 y 6".

### Quinito
Cuando se obtiene un resultado de "Quinito" se le pueden mandar los dados a cualquiera, no necesariamente al siguiente jugador, y se inicia una especie de duelo en el que el oponente tiene varios intentos para sacar un resultado de quinito (esto varía de grupo a grupo, pero es muy habitual que sean 3 intentos, y los resultados con dos dados iguales no consuman intento. Aunque algunos se conforman con un solo intento.). Si no lo consigue sacar beberá, y si lo saca, lo devolverá, teniendo nuevamente el receptor que sacar un quinito. Es frecuente que las apuestas vayan subiendo y cada vez que se pasa un quinito se vayan acumulando los tragos que deba beber quien pierda.

### Pares... y subiendo
A veces se puede pasar un resultado de parejas (doses, cuatros, cincos...) como fijo con la fórmula "y subiendo". Esto significa que el siguiente puede, sin mirar los dados, pasarlo al siguiente e incrementando el número (por ejemplo, me pasan "treses y subiendo", puedo pasar el cubilete sin mirarlo y decir "cuatros y subiendo").

### Otras jugadas
Esto varía muchísimo de grupo a grupo, pero no es raro que algunas combinaciones de números (1-4, 2-3, 1-3...) tengan jugadas especiales. Estas son algunas a título de ejemplo:
Ruleta (opcional): Tiras un dado y al que le toque bebe e inicia otra vez la ronda de juego normalmente.
Kakato (opcional): la combinación 1-4 hace que el jugador beba dos tragos en vez de uno si miente y es descubierto.
Tercelete (opcional): con 1-3 en los dados, bebe la mitad de la mesa. La cantidad depende de cada grupo, pero es usual llenar el vaso y brindar por los participantes.

## Variantes

### Quinito con monedas
Aunque cada vez menos, al menos hasta los años 90 la manera tradicional de jugar al quinito en los bares, tabernas y bodegas zamoranas era con dos monedas. De hecho, todavía se pueden ver grupos de gente bebiendo calimocho y jugándose así sus tragos, cuando faltan los dados y el cubilete.
Las reglas de este modo de juego consisten en una tirada por parte de cada uno los jugadores, siguiendo un sentido inverso al de las agujas del reloj, de un par de monedas, teniendo que beber según la combinación que salga:
— cara + cara: bebe el siguiente;
— cruz + cruz: bebe el anterior;
— cara + cruz: bebe el que tira;
y se pasan las monedas.

### Quinito con cartas
A su vez existe la posibilidad de jugarlo con cartas. Hay infinidad de juegos y modalidades diferentes pero la más destada es:
— La Pirámide; en la que se reparten una serie de cartas por jugador, normalmente alrededor de 3 o 4 cuartas aunque podría variar con el númerode jugadores. 
Una vez repartidas y memorizadas, se continúa sacando las cartas no repartidas y mostrándolas haciendo la forma de una pirámide. En la primera fila de la misma, el valor de poseer dicha carta, tiene el poder de enviar un vaso a otro jugador, en la segunda fila sería el doble y así sucesivamente en las siguientes filas hasta llegar a hacer eldibujo de una pirámide en la mesa con forma 5-4-3-2-1.
- Datos: Q3197155